# Ciboulette commune
Allium schoenoprasum · Civette
Pour les articles homonymes, voir Ciboulette et Civette (homonymie).
Espèce
Classification APG III (2009)
La Ciboulette commune, Ciboulette ou Civette (Allium schoenoprasum L.), est une plante aromatique de la famille des Amaryllidacées (anciennement Liliacées ou Alliacées), cultivée pour ses feuilles souvent utilisées comme condiment.
Autres noms vernaculaires : appétit (poitevin), branlette, brelette, chiboulette. Dans d'autres langues, portugais : cebolinha, allemand : Schnittlauch, anglais : chives, espagnol : cebollino, italien : erba cipollina.
La Ciboulette fait partie des plantes dont la culture est recommandée dans les domaines royaux par Charlemagne dans le capitulaire De Villis (fin du VIIIe ou début du IXe siècle).

## Culture

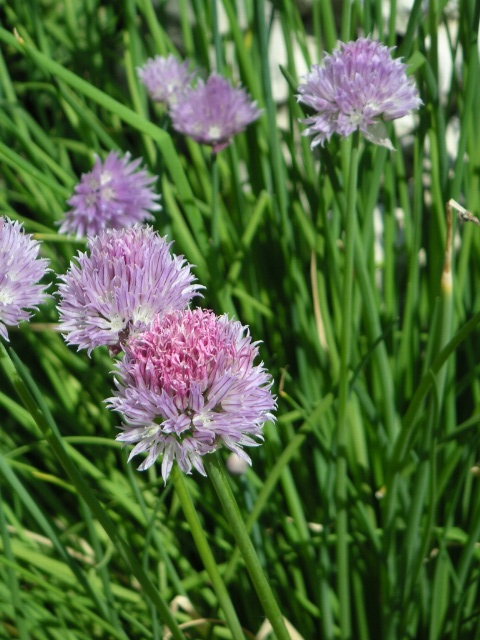
Vue rapprochée de la fleur.

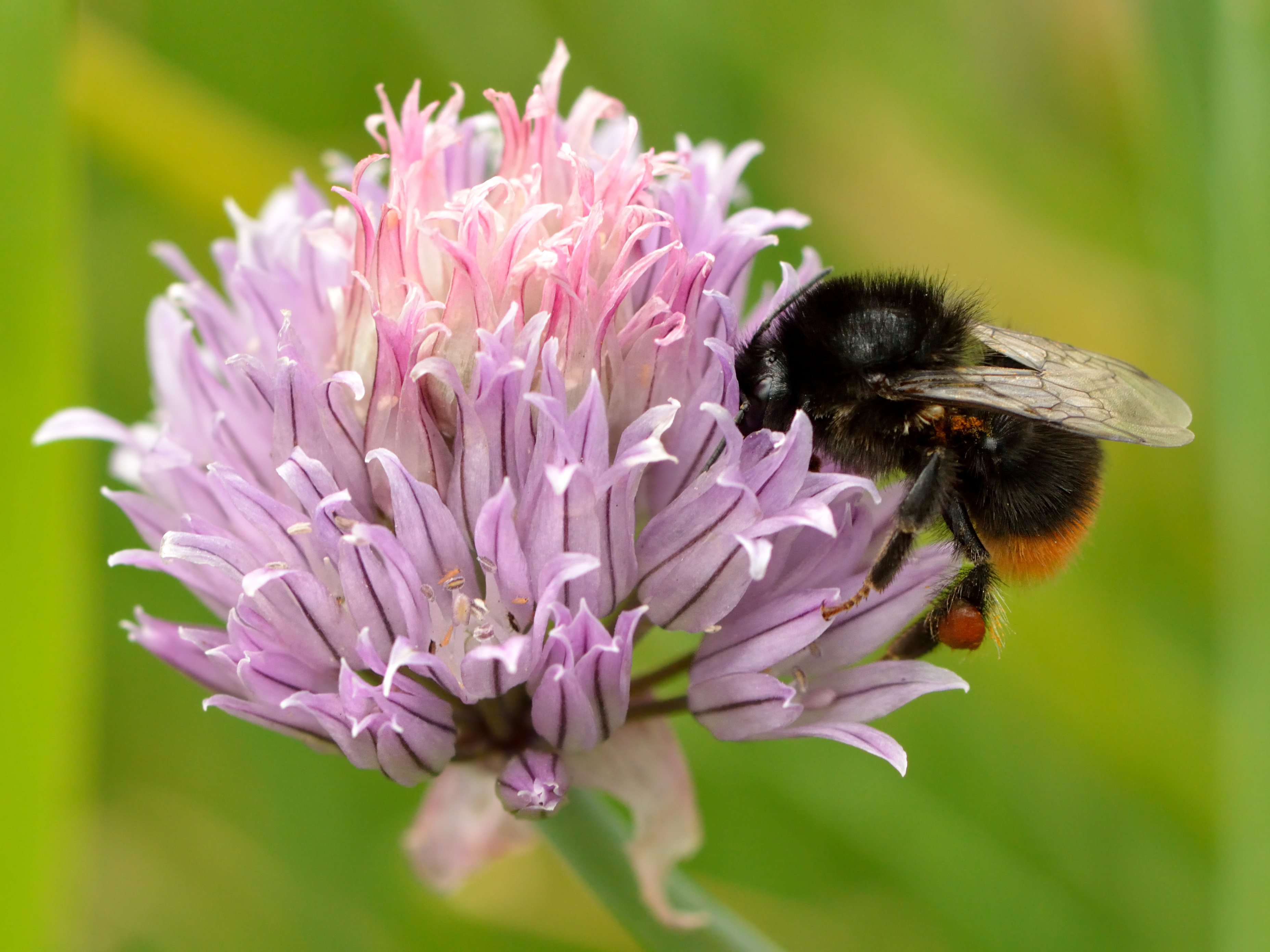
Ciboulette sur laquelle se trouve un Bombus lapidarius.

La multiplication est le plus souvent faite par division des touffes, au printemps ou à l'automne. En culture commerciale, on la multiplie plutôt par semis, en lignes espacées de 20 cm.
On la récolte trois à cinq mois après la plantation. Elle est commercialisée, en frais sous forme de botillons, ou après une préparation de type industriel : surgélation, lyophilisation ou déshydratation.
Elle est vivace, et peut être facilement plantée en pot, placée sur le rebord d'une fenêtre.
Il est préférable de la couper fréquemment pour stimuler la pousse des feuilles, et de nettoyer fréquemment le plant de ses feuilles mortes.
Sa zone de rusticité se situe entre 4 et 8.

## Utilisations

### En gastronomie
Les feuilles fraîches sont utilisées, crues, ciselées, pour aromatiser les crudités, les salades, et diverses préparations culinaires comme les autres fines herbes. Cuites, elles entrent aussi dans certaines recettes, sauces, omelettes... La Ciboulette commune est un des ingrédients de la cervelle de canut. La Ciboulette séchée ou lyophilisée n'est pas à conseiller, car elle perd une partie de son goût. Surgelée, elle conserve ses propriétés.
Les fleurs peuvent être avantageusement utilisées, pour la décoration de salades ou même de plats en sauce ; elles peuvent aussi être conservées au vinaigre, comme les cornichons, mais elles perdent alors leur couleur.
Son goût dépend de sa variété, et peut évoquer des notes de fraîcheur, anisées, épicées ou poivrées. Son odeur est proche de celle des oignons et des poireaux.

### En jardinage
Tout comme d'autres espèces de la famille des Amaryllidaceae, telles que l'Ail cultivé, l'Échalote ou l'Oignon, la Ciboulette commune peut être utilisée en tant que plante répulsive. Sa présence pourrait permettre à certaines plantes voisines d'être moins touchées par quelques insectes comme les pucerons et la mouche de la carotte.

## Liste des espèces et sous-espèces
Selon Catalogue of Life (4 juin 2012) :
- sous-espèce Allium schoenoprasum subsp. gredense
- sous-espèce Allium schoenoprasum subsp. latiorifolium
- sous-espèce Allium schoenoprasum subsp. schoenoprasum

Selon World Checklist of Selected Plant Families (WCSP) (4 juin 2012) :
- Allium schoenoprasum L. (1753)
  - sous-espèce Allium schoenoprasum subsp. gredense (Rivas Goday) Rivas Mart., Fern.Gonz.& Sánchez Mata (1986)
  - sous-espèce Allium schoenoprasum subsp. latiorifolium (Pau) Rivas Mart., Fern.Gonz.& Sánchez Mata (1986)
  - sous-espèce Allium schoenoprasum subsp. schoenoprasum

Selon NCBI (4 juin 2012) :
- sous-espèce Allium schoenoprasum subsp. latiorifolium
- sous-espèce Allium schoenoprasum subsp. schoenoprasum
  - variété Allium schoenoprasum var. foliosum

## Symbolique

### Calendrier républicain
- La civette voyait son nom attribué au 27e jour du mois de floréal du calendrier républicain[8], généralement chaque 16 mai du calendrier grégorien.